# Aerometer
Als Aerometer (oder Ärometer, von altgriechisch ἀήρ aēr „Luft“ und μέτρον métron „Maß, Maßstab“) werden verschiedene Vorrichtungen zur Charakterisierung oder Handhabung von Gasen bezeichnet. Sofern mit dem Begriff Messgeräte bezeichnet werden, können mit diesen die Dichte, der Strom oder die Menge eines Gases bestimmt werden.
Häufig wurden und werden auch Aräometer (von altgriechisch ἀραιός araiós „dünn“), also Dichtemesser für Flüssigkeiten, als Aerometer bezeichnet oder mit diesen verwechselt.

## Ausführungen
Aerometer nach Hall
Marshall Hall schlug 1818 ein als Aerometer bezeichnetes Instrument vor, mit dem bei Experimenten mit Gasen unter veränderlichen Außenbedingungen (Druck, Temperatur, Feuchte) auf das Volumen unter Vergleichsbedingungen zurückgeschlossen werden kann. Das Instrument arbeitete nach barometrischen Prinzipien.
Aerometer nach Hutchinson
Hutchinson's Patent Aerometer war im 19. Jahrhundert eine Vorrichtung, die zur Messung des Gasflusses in oder aus Gasspeichern eingesetzt wurde.
Aerometer nach Struvé
Im Bergbau (besonders Kohlebergbau) wurden um 1900 in Anlagen zur Bewetterung von Bergwerken (Struvé Ventilator) die Kolben als Aerometer bezeichnet.
Aerometer nach Scheurer
A. Scheurer beschrieb um 1900 eine Vorrichtung zur Bestimmung der in Dampfbottichen vorhandenen Luftmenge als Aerometer.
Aerometer nach Smith
Ein von Smith (1960) und van den Berg (1962) beschriebenes Electro Aerometer ist ein Gerät zur Messung von Luftströmen in der Sprachforschung und Medizin. Im Gerät befinden sich zwei Gummimembranen, die ein Ventil bilden und die sich beim Sprechen in das Gerät durch den dabei erzeugten Luftstrom öffnen. Die Öffnung wird beleuchtet und das transmittierte Licht auf eine Fotodiode geleitet. Das dort entstehende elektrische Signal charakterisiert die Größe der Öffnung und damit den Luftstrom beim Sprechen.
Aerometer nach Frøkjær-Jensen
Weitere als Electro-Aerometer bezeichnete kommerzielle Geräte für Anwendungen in der Medizin und Sprachforschung wurden in der zweiten Hälfte des 20. Jahrhunderts von Børge Frøkjær-Jensen, Dänemark angeboten.